# Castello di Bolków
Il castello di Bolków è un castello situato a Bolków nei pressi del fiume Nysa Szalona, nel Voivodato della Bassa Slesia in Polonia.
Il castello, costruito tra il 1277-1293, 
è una roccaforte che copre una superficie di 7600 m². Al suo interno ospita un museo.